# Rhôna
Rhôna [róna], někdy též Rhona (francouzsky Rhône, walliskou němčinou Rotten, okcitánsky Ròse, latinsky Rhodanus), je velká evropská řeka, která pramení ve Švýcarsku, protéká Ženevským jezerem a pak napříč jižní Francií, kde se vlévá do Lvího zálivu ve Středozemním moři. Je dlouhá 812 km a má povodí o ploše asi 96 tisíc km². Dlouhé, téměř přímé údolí jejího dolního toku (od Lyonu po ústí) se vyznačuje častým vanutím větru zvaného mistrál.

## Průběh toku

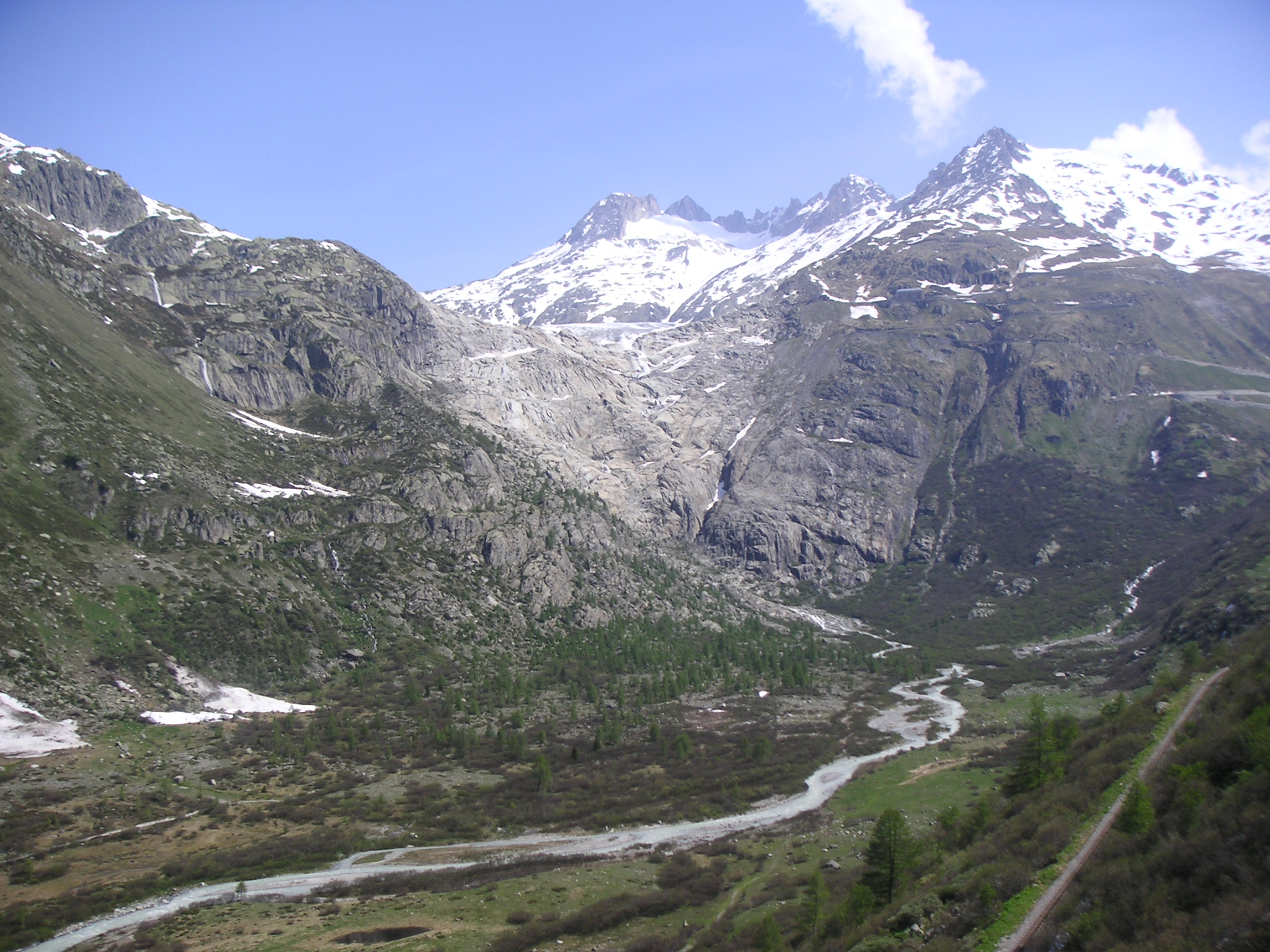
Pramen – ledovec Rhône

Pramení v Urnských Alpách ve Švýcarsku v nadmořské výšce 2210 m v masivu Dammastock. Její pramen vytváří voda odtávající z ledovce Rhonegletscher, který se rozkládá v údolí pod sedly Furkapass a Grimselpass. Jako prudká bystřina teče ponejprve východozápadním směrem (švýcarský Rhonetal) poté se stáčí k severu a ústí do Ženevského jezera jako jeho hlavní přítok. 
Druhý úsek řeky začíná v Ženevě na druhém konci jezera výtokem směrem na jih, kde vzápětí přibírá vody řeky Arve a vstupuje na území Francie. Její tok zde vede zaříznutým údolím, které z jihu ohraničuje pohoří Jura a má několik ostrých zákrutů. Celkový směr je jihozápadní až k velkoměstu Lyon, kde se do ní vlévá řeka Saôna. Na soutoku Rhôna přebírá její směr a obrací se přímo k jihu, načež protéká dlouhou úzkou Rhônskou nížinou mezi Alpami na východě a Francouzským středohořím (Massif Central) na západě. K významnějším přítokům v tomto úseku patří zleva řeky Isère a Durance a zprava Ardèche. 
U města Arles se odděluje rameno Malá Rhôna, čímž začíná delta Rhôny o rozloze 12 000 km², známá jako oblast Camargue. Hlavní tok se vlévá do Lvího zálivu Středozemního moře u města Port-Saint-Louis-du-Rhône, západně od Marseille.

### Přítoky
- zprava – Ain, Saôna, Ardèche, Gard
- zleva – Arve, Isère, Drôme, Durance

## Vodní režim
Na horním a středním toku je zdrojem vody především tající sníh a odtávající ledovce. Nejvyšších vodních stavů dosahuje v létě a nejnižších v zimě. Pod ústím Saôny se vodnost zvyšuje především v zimě, protože ta stejně jako ostatní pravé přítoky má zdroj vody především v dešťových srážkách. Levé přítoky (Isère, Durance) stékají z Alp a jsou celkově vodnější než pravé, díky čemuž Rhôna až k ústí vykazuje základní rysy alpského režimu. Tři čtvrtiny povodí řeky se nacházejí v horách. Průměrný průtok nedaleko ústí činí 1780 m³/s.
Rhôna je nejvodnější řekou ve Francii a mezi přítoky Středozemního moře se řadí na druhé místo po Nilu.

## Využití

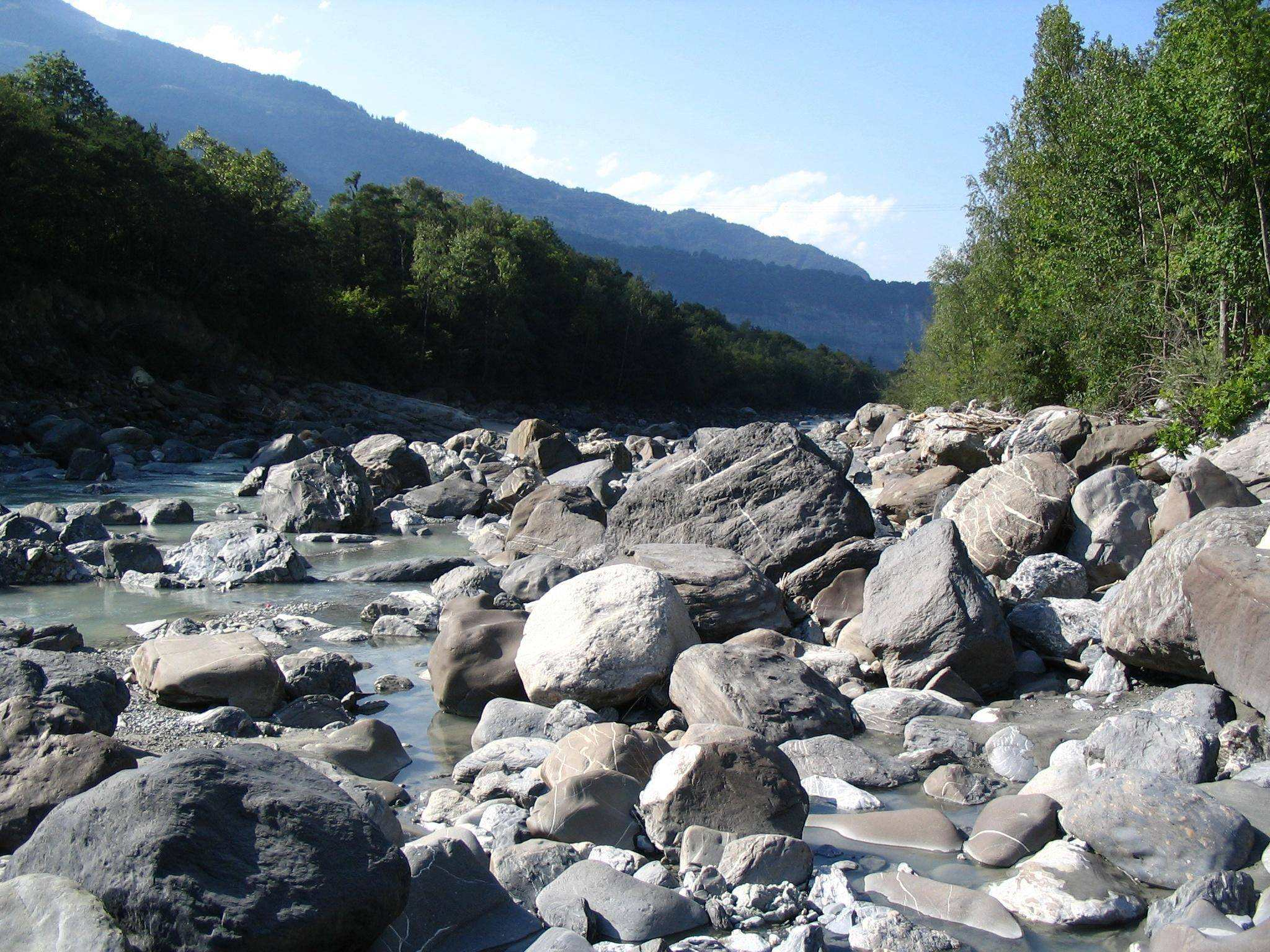
Údolí Rhôny poblíž Saint-Maurice

Řeka má důležitý význam pro zisk vodní energie, dopravu a zavlažování.

### Vodní elektrárny
Přibližně 70 % výkonu vodních elektráren ve Francii se nachází v povodí Rhôny. Přímo na ní bylo vybudováno 11 vodních elektráren (Génissiat, André Blondel) a mnoho jich je také na Isère, Durance a dalších přítocích.

### Vodní doprava
Vodní doprava je možná pod ústím řeky Ain. Přes Saônu je mnohými kanály spojena s Rýnem, Moselou, Mázou a Loirou. Jako obchvat delty byl postaven plavební kanál z města Arles do Port-de-Bouc a dále přes lagunu Étang de Berre a tunel Rove do Marseille.

### Zavlažování
Voda se také široce využívá na zavlažování a zásobování Azurového pobřeží. Na řece leží města Ženeva (Švýcarsko), Lyon, Valence, Avignon, Arles (Francie).

## Původ názvu
Původ a význam jména zůstává nejasný. Podle jedné varianty je základem keltské označení Rhodanus či Rodanus ze základu Rhôdan – „klikatit se“. Naproti tomu stojí hypotéza o řeckém původu; Plinius starší píše ve své encyklopedii Naturalis historia, že jméno Rhôna je odvozeno od názvu kolonie Rhoda či Rhodanusia rozkládající se v oblasti dnešního města Aigues-Mortes.